# Pantaléon Costa de Beauregard
Louie Marie Panteléon Costa, marqués de Saint-Genix de Beauregard (Marlieu, Isère; 19 de septiembre de 1806 - La Motte-Servolex, Savoya; 19 de septiembre de 1864) fue un estadista, arqueólogo, historiador y ornitólogo francés.

## Biografía
Nació en el castillo de Marlieu (Francia), hogar de su tío, el señor de Murinais. Volvió a vivir con sus padres en el castillo de La Motte, en el ducado de Saboya. Pasó dos años estudiando en el Colegio Real de Chambéry. Luego, recibió educación particular con el padre Louis Rendu.

### Carrera política
Panteléon Costa fue un miembro de la nobleza de Saboya y un diplomático en Cerdeña desde 1848 hasta su renuncia un año más tarde. Regresó al Parlamento de Turín, de 1854 a 1860. Fue amigo y colaborador de Carlos Alberto de Cerdeña. Líder de la derecha conservadora saboyana, fue uno de los diputados saboyanos que defendieron la identidad de Saboya y la fidelidad a la Casa de Saboya en la élite política sarda, en gran medida favorable a la unificación de Italia. Por otra parte, estuvo fuertemente comprometido con defender los intereses de la Iglesia católica en la secularización política del Estado italiano y la supresión de las congregaciones religiosas encabezada por el rey Víctor Manuel II de Saboya. Esta política condujo, en parte, a la ruptura de la unión Saboya-Piamonte y el apoyo de la Iglesia católica en la anexión de Saboya a Francia, más respetuosos de las prerrogativas de este último. Sin embargo, cabe destacar que rechazó la idea de separación entre Saboya y su casa reinante, expresándolo en un discurso:

... Lorsque les aigles françaises étendront leur vol redoutable sur les rochers du mont Cenis, ah ! puissiez-vous ne regretter jamais d'avoir si mal compris l'importance du dévouement des hommes généreux qui les défendent ! C'est là mon vœu le plus cher, car les affections dynastiques, les traditions, les souvenirs, chez nous, ne s'éteindront pas dans un jour...
(...) Cuando las águilas francesas extiendan su formidable vuelo sobre las rocas del monte Cenis, ¡ah, nunca lamentarán no haber malinterpretado la importancia del compromiso de los hombres generosos que los defienden! Este es mi mayor deseo, como afectos dinásticos, tradiciones, recuerdos, en nosotros, que no se extinguirá en un día...
Traducción tentativa.

### Carrera profesional
También fue arqueólogo, ornitólogo (especializado en la colección de colibríes —acumuló una gran cantidad durante su vida—) e historiador aficionado. El colibrí de Costa (Calypte costae) fue nombrado en su honor por Jules Bourcier. Además, presidió la Academia de Saboya en 1844.
Costa fue padre de Camille Costa de Beauregard.